# Liste des matchs de l'équipe du Soudan de football par adversaire
Cette liste présente les matchs de l'équipe du Soudan de football par adversaire rencontré.
- Haut – A
- B
- C
- D
- E
- F
- G
- H
- I
- J
- K
- L
- M
- N
- O
- P
- Q
- R
- S
- T
- U
- V
- W
- X
- Y
- Z

## A

### Algérie
| Date             | Lieu                 | Match            | Score | Compétition                   |
| 12 décembre 1980 | Constantine, Algérie | Algérie - Soudan | 2 - 0 | Qualifications Coupe du monde |
| 28 décembre 1980 | Khartoum, Soudan     | Soudan - Algérie | 1 - 1 | Qualifications Coupe du monde |
| 14 octobre 1994  | Alger, Algérie       | Algérie - Soudan | 1 - 1 | Qualifications CAN            |
| 24 avril 1995    | Khartoum, Soudan     | Soudan - Algérie | 2 - 0 | Qualifications CAN            |
| 4 juin 2006      | Alger, Algérie       | Algérie - Soudan | 1 - 0 | amical                        |

Bilan
- Total de matchs disputés : 5
- Victoires de l'équipe du Soudan : 1
- Victoires de l'équipe d'Algérie : 2
- Matchs nuls : 2

### Angola
| Date             | Lieu            | Match           | Score | Compétition                                |
| 7 août 1988      | Luanda Angola   | Angola - Soudan | 0 - 0 | Qualifications pour la Coupe du monde 1990 |
| 11 novembre 1988 | Khartoum Soudan | Soudan - Angola | 1 - 2 | Qualifications pour la Coupe du monde 1990 |

Bilan
- Total de matchs disputés : 2
- Victoires de l'équipe d'Angola : 1
- Victoires de l'équipe du Soudan : 0
- Match nul : 1

## B

### Bulgarie
| Date              | Lieu            | Match             | Score | Compétition  |
| 18 septembre 1963 | Sofia, Bulgarie | Bulgarie - Soudan | 1-1   | Match amical |

Bilan
- Total de matchs disputés : 1
- Victoires de l'équipe de Bulgarie : 0
- Matchs nuls : 1
- Victoires de l'équipe du Soudan : 0
- Total de buts marqués par l'équipe de Bulgarie : 1
- Total de buts marqués par l'équipe du Soudan : 1

## E

### Égypte
| Date            | Lieu             | Match           | Score | Compétition   |
| --------------- | ---------------- | --------------- | ----- | ------------- |
| 26 Janvier 2008 | Kumasi Ghana     | Égypte - Soudan | 3-0   | CAN 2008      |
| 4 décembre 2021 | Doha Qatar       | Soudan - Égypte | 0-5   | Arab Cup 2021 |
| 19 Janvier 2022 | Yaoundé Cameroun | Égypte - Soudan | 1-0   | CAN 2022      |

## M

### Maurice
| Date         | Lieu              | Match            | Score | Compétition                                     |
| 25 mars 2007 | Curepipe, Maurice | Maurice - Soudan | 0-1   | Qualifications Coupe d'Afrique des nations 2008 |
| 2 juin 2007  | Omdurman, Soudan  | Soudan - Maurice | 3-0   | Qualifications Coupe d'Afrique des nations 2008 |

## N

### Nigeria
| 11.10.14 | Soudan   | Soudan - Nigeria | 1 - 0 | CAN Q    |
| -------- | -------- | ---------------- | ----- | -------- |
| 15.10.14 | Nigeria  | Nigeria - Soudan | 3 - 1 | CAN Q    |
| 15.01.22 | Cameroun | Nigeria - Soudan | 3 - 1 | CAN 2022 |

| Date         | Lieu                        | Match         | Score | Compétition      |
| 30 août 1972 | Munich Allemagne de l'Ouest | Soudan - URSS | 1 - 2 | JO 1972 (Munich) |

Bilan
- Total de matchs disputés : 1
- Victoires de l'équipe du Soudan : 0
- Victoires de l'équipe de Russie : 1
- Matchs nuls : 0

## S

### Sénégal
| Date            | Lieu     | Match            | Score | Compétition                               |
| 12 janvier 2012 | Dakar    | Sénégal - Soudan | 1-0   | Match amical                              |
| 13 octobre 2018 | Dakar    | Sénégal - Soudan | 3-0   | Qualifications pour la CAN 2019 (2e tour) |
| 16 octobre 2018 | Khartoum | Soudan - Sénégal | 0-1   | Qualifications pour la CAN 2019 (2e tour) |

Bilan
- Total de matchs disputés : 3
- Victoires de l'équipe du Soudan : 0
- Victoires de l'équipe du Sénégal : 3
- Matchs nuls : 0

### Seychelles
| Date             | Lieu                     | Match               | Score | Compétition                                     |
| 3 septembre 2006 | Khartoum, Soudan         | Soudan - Seychelles | 3-0   | Qualifications Coupe d'Afrique des nations 2008 |
| 16 juin 2007     | Roche Caïman, Seychelles | Seychelles - Soudan | 0-2   | Qualifications Coupe d'Afrique des nations 2008 |

### Sierra Leone

#### Confrontations
Confrontations entre la Sierra Leone et le Soudan :
|   | Date            | Lieu      | Match                 | Score | Compétition                                                           |
| - | --------------- | --------- | --------------------- | ----- | --------------------------------------------------------------------- |
| 1 | 10 mars 2001    | Freetown  | Sierra Leone - Soudan | 0-2   | Tours préliminaires à la Coupe du monde 2002 (zone Afrique - 2e tour) |
| 2 | 29 juillet 2001 | Omdourman | Soudan - Sierra Leone | 3-0   | Tours préliminaires à la Coupe du monde 2002 (zone Afrique - 2e tour) |
| 3 | 14 juin 2015    | Khartoum  | Soudan - Sierra Leone | 1-0   | Qualifications à la Coupe d'Afrique des nations 2017 (gr. I)          |
| 4 | 4 juin 2016     | Freetown  | Sierra Leone - Soudan | 1-0   | Qualifications à la Coupe d'Afrique des nations 2017 (gr. I)          |

#### Bilan
Au 22 avril 2019 :
- Total de matchs disputés : 4
- Victoires de la Sierra Leone : 1
- Matchs nuls : 0
- Victoires du Soudan : 3
- Total de buts marqués par la Sierra Leone : 1
- Total de buts marqués par le Soudan : 6

### Somalie

#### Confrontations
Confrontations entre la Somalie et le Soudan :
|   | Date             | Lieu        | Match            | Score | Compétition                                                  |
| - | ---------------- | ----------- | ---------------- | ----- | ------------------------------------------------------------ |
| 1 | 20 novembre 1980 | Khartoum    | Soudan - Somalie | 2-0   | Coupe CECAFA des nations 1980 (en)(gr. A)                    |
| 2 | 18 décembre 2004 | Addis-Abeba | Soudan - Somalie | 4-0   | Coupe CECAFA des nations 2004 (gr. B)                        |
| 3 | 29 novembre 2005 | Kigali      | Soudan - Somalie | 4-1   | Coupe CECAFA des nations 2005 (gr. B)                        |
| 4 | 30 novembre 2006 | Addis-Abeba | Soudan - Somalie | 3-0   | Coupe CECAFA des nations 2006 (gr. C)                        |
| 5 | 21 décembre 2006 | Beyrouth    | Soudan - Somalie | 6-1   | Qualifications à la Coupe arabe des nations 2009 (en)(gr. 2) |
| 6 | 28 novembre 2012 | Kampala     | Somalie - Soudan | 0-1   | Coupe CECAFA des nations 2012 (gr. B)                        |

#### Bilan
Au 4 mai 2019 :
- Total de matchs disputés : 6
- Victoires de la Somalie : 0
- Matchs nuls : 0
- Victoires du Soudan : 6
- Total de buts marqués par la Somalie : 2
- Total de buts marqués par le Soudan : 20

### Soudan du Sud

#### Confrontations
Confrontations entre le Soudan et le Soudan du Sud :
|   | Date              | Lieu        | Match                  | Score           | Compétition                                     |
| - | ----------------- | ----------- | ---------------------- | --------------- | ----------------------------------------------- |
| 1 | 25 novembre 2015  | Baher Dar   | Soudan du Sud - Soudan | 0-0             | Coupe CECAFA des nations 2015 (gr. C)           |
| 2 | 1er décembre 2015 | Addis-Abeba | Soudan du Sud - Soudan | 0-0 (tab : 3-5) | Coupe CECAFA des nations 2015 (quart de finale) |

#### Bilan
Au 4 mai 2019 :
- Total de matchs disputés : 2
- Victoires du Soudan : 0
- Matchs nuls : 2
- Victoires du Soudan du Sud : 0
- Total de buts marqués par le Soudan : 0
- Total de buts marqués par le Soudan du Sud : 0